# Jacarandas (Emiliano Zapata)
Jacarandas es una localidad del estado mexicano de Veracruz. Es parte del municipio de Emiliano Zapata.

## Demografía
| Censo | Población |
| ----- | --------- |
| 1995  | 109       |
| 2000  | 583       |
| 2005  | 4 076     |
| 2010  | 8 351     |
| 2020  | 11 864    |